# Kenji Kawai
Kenji Kawai (川井 憲次 Kawai Kenji?), född 23 april 1957 i Shinagawa, Tokyo,  är en japansk kompositör av musik för film, anime, TV-spel och TV-program. Han har skrivit musiken till en mängd filmer från Japan och andra länder i Asien, med en filmbredd som sträcker sig från anime, skräck, science fiction och episka filmer.
På meritlistan finns bland annat Tsui Harks Seven Swords och Wilson Yips Ip Man, Mamoru Oshiis filmer Jigoku no banken: akai megane, Ghost in the Shell och Ghost in the Shell 2: Innocence, anime-versionerna av Rumiko Takahashis Ranma ½ och Maison Ikkoku samt Hideo Nakatas filmer Ringu, Ringu 2, Death Note, Chaos, Dark Water och Kaidan.